# Acropora parilis
Acropora parilis är en korallart som beskrevs av Quelch 1886. Acropora parilis ingår i släktet Acropora och familjen Acroporidae. IUCN kategoriserar arten globalt som otillräckligt studerad. Inga underarter finns listade i Catalogue of Life.